# Apodemus peninsulae
Apodemus peninsulae је врста глодара из породице мишева (лат. Muridae). 

## Распрострањење
Ареал врсте покрива средњи број држава. Врста има станиште у Русији, Кини, Јапану, Монголији, Кореји и Казахстану.

## Станиште
Станишта врсте су шуме, планине и поља кукуруза. 

## Начин живота
Број младунаца које женка доноси на свет је обично 5-6, а обично има 3 окота годишње.

## Угроженост
Ова врста је наведена као последња брига, јер има широко распрострањење и честа је врста.